# Boîte sauteuse
Une boite sauteuse est un objet de farces et attrapes prenant la forme d'un objet existant (boite de cacahuètes, pot de moutarde, etc.) mais qui contient un ressort entouré de serpentin (lequel peut avoir un imprimé de type « peau de serpent ») lequel saute hors de la boite et effraie la victime de la blague.
La boite sauteuse a été inventée par Soren Sorensen Adams vers 1915. La femme de Adams se serait plainte du fait que le pot de confiture n’était pas proprement fermé et que celui-ci collait. Inspiré par cela, Adams inventa un petit serpent avec un ressort et une fausse peau et l'introduisit dans le pot afin qu'il « saute » une fois le couvercle retiré.